# Liste der Botschafter der Vereinigten Staaten in Rumänien
Die Liste der Botschafter der Vereinigten Staaten in Rumänien bietet einen Überblick über die Leiter der US-amerikanischen diplomatischen Vertretung in Rumänien seit der Aufnahme diplomatischer Beziehungen.

## Botschafter
| Zeitraum      | Name                         | Bemerkung |
| ------------- | ---------------------------- | --- |
| 1880 bis 1884 | Eugene Schuyler              | mit Amtssitz in Athen |
| 1884 bis 1889 | Walker Fearn                 | mit Amtssitz in Athen |
| 1889 bis 1892 | A. Loudon Snowden            | mit Amtssitz in Athen |
| 1892 bis 1893 | Truxtun Beale                | mit Amtssitz in Athen |
| 1893 bis 1897 | Eben Alexander               | mit Amtssitz in Athen |
| 1897 bis 1899 | William Woodville Rockhill   | mit Amtssitz in Athen |
| 1899 bis 1901 | Arthur Sherburne Hardy       | mit Amtssitz in Athen |
| 1901 bis 1902 | Charles S. Francis           | mit Amtssitz in Athen; von 1906 bis 1910 war er Botschafter in Österreich                                                                 |
| 1902 bis 1905 | John B. Jackson              | mit Amtssitz in Athen |
| 1906 bis 1907 | John W. Riddle               | von 1906 bis 1910 war er Botschafter in Russland                                                                                          |
| 1907 bis 1909 | Horace G. Knowles            | |
| 1909          | Spencer F. Eddy              | |
| 1910 bis 1911 | John R. Carter               | |
| 1911 bis 1912 | John B. Jackson              | |
| 1913 bis 1920 | Charles J. Vopicka           | |
| 1921 bis 1925 | Peter Augustus Jay           | |
| 1925 bis 1928 | William S. Culbertson        | |
| 1928 bis 1933 | Charles S. Wilson            | |
| 1933 bis 1935 | Alvin M. Owsley              | |
| 1935 bis 1937 | Leland B. Harrison           | |
| 1937 bis 1941 | Franklin Mott Gunther        | während seiner Amtszeit erklärte Rumänien als Mitglied der Achsenmächte den USA den Krieg. Gunther starb am 22. Dezember 1941 in Bukarest |
| 1947 bis 1950 | Rudolf E. Schoenfeld         | |
| 1950 bis 1952 | James W. Gantenbein          | |
| 1952 bis 1955 | Harold Shantz                | |
| 1955 bis 1957 | Robert H. Thayer             | |
| 1958 bis 1960 | Clifton Reginald Wharton Sr. | |
| 1961 bis 1965 | William A. Crawford          | |
| 1965 bis 1969 | Richard H. Davis             | |
| 1969 bis 1973 | Leonard C. Meeker            | |
| 1974 bis 1977 | Harry G. Barnes Jr.          | |
| 1977 bis 1981 | Orison Rudolph Aggrey        | |
| 1981 bis 1985 | David Funderburk             | |
| 1985 bis 1918 | Roger Kirk                   | |
| 1989 bis 1992 | Alan Green Jr.               | |
| 1992 bis 1994 | John R. Davis Jr.            | |
| 1994 bis 1997 | Alfred H. Moses              | |
| 1998 bis 2001 | James Rosapepe               | |
| 2001 bis 2004 | Michael E. Guest             | |
| 2004 bis 2005 | Jack Dyer Crouch II          | |
| 2005 bis 2008 | Nicholas F. Taubman          | |
| 2008 bis 2012 | Mark H. Gitenstein           | seit 2022 Botschafter der USA bei der Europäischen Union                                                                                  |
| 2012 bis 2014 | Duane C. Butcher             | |
| 2014 bis 2015 | Dean R. Thompson             | |
| 2015 bis 2019 | Hans G. Klemm                | |
| 2019 bis 2021 | Adrian Zuckerman             | |
| seit 2022     | David Muniz                  | |